# Indro Montanelli

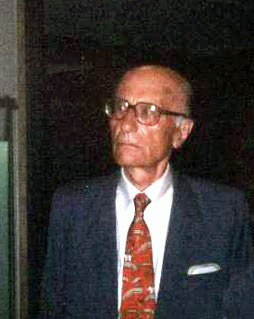
Indro Montanelli (1992)

Indro Montanelli (* 22. April 1909 in Fucecchio, Toskana; † 22. Juli 2001 in Mailand) war ein italienischer Journalist, Schriftsteller und Historiker. Seine zahlreichen Artikel und Publikationen machten ihn in Italien zu einer der bekanntesten und einflussreichsten Persönlichkeiten des 20. Jahrhunderts.

## Biografie
Nach seinem Abitur am Lyzeum von Rieti studierte Montanelli in Florenz Jurisprudenz. Seine Abschlussarbeit, die die faschistische Wahlrechtsreform von 1923 behandelte und dabei feststellte, dass es sich im Grunde um eine Abschaffung freier Wahlen gehandelt habe, wurde mit der höchstmöglichen Bewertung ausgezeichnet. Anschließend besuchte er in Grenoble einige Kurse in Politik- und Sozialwissenschaften. Zum ersten Mal öffentlich in Erscheinung trat er mit seinen Beiträgen für die Zeitschrift Il Selvaggio von Mino Maccari, die vierzehntäglich mit einer Auflage von 500 Exemplaren erschien und deren Autoren, auch Faschisten, die ersten waren, die sich gegen den vom Regime verlangten Konformismus wehrten. 1932 arbeitete er mit der faschistischen Jugend-Zeitschrift L’Universale von Berto Ricci mit einer Auflage von 500.000 Exemplaren zusammen.
Im Jahr 1934 begann Montanelli in Paris als Journalist für die Verbrechens- und Unfallberichte für Paris-Soir zu arbeiten. Bald wurde er als Korrespondent nach Norwegen geschickt, anschließend nach Kanada und in die USA, wo er Angestellter von United Press International wurde. In dieser Zeit interviewte er Henry Ford; das Ergebnis war ein originelles Porträt des Industriellen. Montanelli schlug sich selbst als Berichterstatter für Äthiopien vor, die Nachrichtenagentur lehnte dieses Ansinnen jedoch ab.
Daraufhin ging er, ergriffen von der faschistischen Idee, als Freiwilliger nach Afrika, um im Abessinienkrieg ein Bataillon von Askari zu befehligen. 1935 kaufte er dort für 350 Lire ein ungefähr 12 Jahre altes Mädchen, das er in späteren Jahren als „fügsames Tierchen“ bezeichnete und nach seinen Erinnerungen Destà hieß; er ging mit ihr eine Art Ehe auf Zeit ein, verwendete sie als Hausmädchen und teilte sein Bett mit ihr. Montanelli legte in einem Interview im Jahre 2000 dar, welche Unannehmlichkeiten ihm aus dieser Beziehung erwuchsen: Das Mädchen habe stark nach Ziegen gestunken, ihre Infibulation habe zunächst seinen Sexualdrang aufgehalten und, nachdem ihre Mutter dieses Hindernis mit Gewalt beseitigt hatte, habe sich Destà dennoch als „unempfindsam“ erwiesen.
In Abessinien begannen auch seine Zweifel am Regime, hervorgerufen durch die Unfähigkeit und schlechte Organisation des Heeres, das dafür mit Ehrungen und Medaillen um sich warf.
Kaum zurück in Italien, ging er als Korrespondent für die Zeitung Il Messaggero nach Spanien, um vom dortigen Bürgerkrieg zu berichten. Hier radikalisierten sich seine Ansichten gegenüber dem Faschismus. Nachdem er die Schlacht von Santander nicht als ehrenhafte Offensive der Streitkräfte, sondern als Spaziergang, bei dem der einzige Feind die Hitze gewesen sei, bezeichnet hatte, wurde er als Journalist suspendiert, nach Italien zurückgeschickt und aus dem Partito Nazionale Fascista ausgeschlossen. Seine Sympathie für die spanischen Republikaner veranlasste Montanelli, einem Kämpfer über die Grenze zu helfen. Als Dank erhielt er von einem kommunistischen Divisions-Kommandeur die Mitgliedschaft seiner Partei zum Geschenk.
Wegen Montanellis antifaschistischer Position kam es bald zu Zwisten. Um Schlimmeres zu verhindern, verschaffte ihm Giuseppe Bottai eine Anstellung als Italienisch-Lektor an der Universität Tartu. Anschließend wurde er Direktor des italienischen Kulturinstituts in Tallinn. Wieder zurück in Italien, erhielt er Unterstützung vom Corriere della Sera, der ihn Artikel über Reisen und Literatur schreiben ließ, um ihn nach Möglichkeit von politischen Themen fernzuhalten.
Montanelli reiste als Reporter nach Albanien und Deutschland, wo es angeblich zu einem Treffen mit Hitler kam. Nach Beginn des Weltkrieges begleitete er die deutschen Truppen beim Überfall auf Polen, wo er aus dem Gefecht bei Krojanty den politischen Mythos einer heldenhaften Attacke polnischer Kavallerie gegen deutsche Panzer entwickelte. Auch bei der Besetzung Norwegens war er dabei. Er berichtete auch von der Besetzung Estlands durch die Sowjetunion und vom Winterkrieg aus Finnland. Nach dem Kriegseintritt Italiens wurde er nach Frankreich und auf den Balkan entsandt. Anschließend wurde er Korrespondent in Griechenland, das bald darauf von italienischen Truppen angegriffen wurde.
Nach Italien zurückgekehrt heiratete Montanelli 1942 die Österreicherin Maggie De Colins De Tarsienne. Nach dem Sturz Mussolinis 1943 schloss er sich der antifaschistischen Bewegung Giustizia e Libertà an, einem wichtigen Glied der italienischen Resistenza. Bald darauf wurde er von deutschen Truppen verhaftet und zum Tode verurteilt. Seine Erfahrungen in der Gefangenschaft veranlassten ihn später, die Erzählung Il generale della Rovere zu verfassen, die später von Roberto Rossellini verfilmt wurde (bei den Filmfestspielen von Venedig mit dem Goldenen Löwen ausgezeichnet). Dank der Intervention des Erzbischofs von Mailand Ildefonso Schuster, wurde er begnadigt und aus der Haft entlassen.
Nach Kriegsende begann er, sich für den Corriere della Sera um Artikel für die Seite 3 zu kümmern, und veröffentlichte 1957 mit Storia di Roma den ersten Band seiner Reihe über die Geschichte Italiens. Seine historischen Bücher wurden bald sehr populär und der erste Band ist noch heute mit über 500.000 verkauften Exemplaren die erfolgreichste historische Publikation in Italien.
Seine Tätigkeit als Reporter brachte ihn 1956 nach Budapest, wo er den ungarischen Volksaufstand miterlebte. Die sowjetischen Repressionen inspirierten ihn zum Theaterstück I sogni muoiono all’alba, das unter seiner Regie 1960 auch verfilmt wurde.
Zu Montanellis Freunden zählten in diesen Tagen einige der bedeutendsten italienischen Kulturschaffenden der Nachkriegszeit wie Leo Longanesi und Dino Buzzati. Als erklärter Antikommunist und (laut Selbstdefinition) Anarcho-Konservativer wurde er in den 70er und 80er Jahren zum erklärten Feindbild der damals mächtigen italienischen Linken, die in ihm einen Faschisten sahen. Montanelli wiederum sah in den Linken eine drohende, mit sowjetischem Geld gefütterte Gefahr für die italienische Demokratie.
Wegen der Übernahme der Leitung des Corriere durch Piero Ottone beendete Montanelli 1973 auf polemische Art und Weise die langjährige Zusammenarbeit mit der Zeitung. Daraufhin gründete er seine eigene Zeitung, die er Il Giornale Nuovo nannte, später einfach Il Giornale. Ihm folgten viele seiner Journalisten-Kollegen, denen ebenfalls die neue politische, etwas radikalere Ausrichtung des Corriere missfiel.
Der Giornale war für Montanelli das perfekte Forum, um seine eigenen, wenig konformistischen und stets originellen Meinungen einem breiten Publikum näher zu bringen. Als Ansprechpartner fern der Politik, nur seinen eigenen Grundsätzen verpflichtet und als Fürsprecher einer „idealen Rechten“ mischte er sich in politische Debatten ein und trug dabei zur Schaffung der Figur des politischen Kolumnisten journalistischer Herkunft bei. In Anbetracht des Aufschwungs des von ihm als Gefahr angesehenen Partito Comunista Italiano forderte er etwas widerwillig die Wähler auf, die Democrazia Cristiana zu wählen.
1977 wurde Montaneli auf dem Weg zur Arbeit Opfer eines Anschlages der Brigate Rosse, bei dem ihm die Attentäter in die Beine schossen. Als Grund gaben die Terroristen an, er sei ein „Sklave der multinationalen Konzerne“.
Obwohl sich der Giornale über die Jahre hinweg ein treues Lesepublikum erarbeitet hatte, kam die Zeitung in finanzielle Schwierigkeiten und so akzeptierte Montanelli 1977 ein Finanzierungsangebot Silvio Berlusconis, der damit zum Herausgeber wurde. Dieser Bund hielt bis 1993, als Berlusconis Eintritt in die Politik erste Streitigkeiten hervorrief. Daraufhin verließ er die von ihm gegründete Zeitung, die in der Folge unter Vittorio Feltri radikal ihre politische Linie veränderte. Nachdem er ein Angebot von Paolo Mieli und Giovanni Agnelli, den Corriere zu übernehmen, ausgeschlagen hatte, gründete er mit 40 ebenfalls zurückgetretenen Journalisten die Zeitung La Voce (der Name ist eine Hommage an Giuseppe Prezzolini, der 1908 eine Zeitschrift gleichen Namens gegründet hatte).
Die neue Tageszeitung war jedoch nicht erfolgreich, trotz einer Startauflage von 40.000 Exemplaren konnte sich La Voce nicht auf dem Zeitungsmarkt durchsetzen. Laut Montanellis eigenen Aussagen war das Projekt zu ambitioniert: Ursprünglich hatte ihm eine Wochen- oder Monatszeitschrift vorgeschwebt (daher wurden auch die Seite 3 und die Kulturabteilung intensiv betreut), die große Anzahl der ihm zur Verfügung stehenden Journalisten, unter ihnen auch Beppe Severgnini, veranlasste ihn jedoch, eine Tageszeitung ins Leben zu rufen. Nach dem Ende der Voce arbeitete Montanelli wieder für den Corriere und betreute die Seite Stanza di Montanelli, auf der er mit Lesern diskutierte.
Neben zahlreichen Ehrungen in seinem Heimatland erlangte er auch internationale große Anerkennung (so erhielt er beispielsweise 1996 den Prinz-von-Asturien-Preis). Er war ein angesehener Chronist der italienischen Geschichte und interviewte Persönlichkeiten wie Winston Churchill, Charles de Gaulle, Luigi Einaudi und Papst Johannes XXIII. Seine journalistischen Methoden waren von seiner Arbeitszeit in Amerika beeinflusst, wo ihn einst ein Chefredakteur darauf hingewiesen hatte, dass ein guter Artikel von jedem gelesen und verstanden werden müsse, auch von einem „Milchmann aus Ohio“.
1991 bot ihm Staatspräsident Francesco Cossiga an, Senator auf Lebenszeit zu werden. Montanelli lehnte jedoch ab, indem er darauf verwies, dass er als unabhängiger Journalist möglichst große Distanz zur Macht bewahren wolle.
In seinen letzten Jahren wurde Montanelli zu einem erbitterten Widersacher des Vorsitzenden der Partei Forza Italia und Ministerpräsidenten Silvio Berlusconi, den er für antidemokratisch und verlogen hielt und dessen Partei in seinen Augen, anders als üblicherweise dargestellt, nicht die Werte der klassischen Rechten vertrete. Er ermahnte die Italiener zu Wachsamkeit und erinnerte sie daran, nicht schon wieder auf einen „Mann der Vorsehung“, der alle Probleme lösen wolle, hereinzufallen, und erwähnte, dass er schon einmal so einem Mann begegnet sei, nämlich Benito Mussolini, und dass ihm dieser eine schon gereicht habe. Kurz vor den Wahlen 2001, aus denen Berlusconi siegreich hervorgehen sollte, verglich er den Mailänder Unternehmer mit einer Krankheit, von der Italien erst geheilt sein werde, wenn dieser seine Amtszeit hinter sich habe.
Zwei Monate später verstarb Montanelli in der Mailänder Klinik La Madonnina. Am Tag darauf druckte der Corriere della Sera auf seinem Titelblatt die von ihm selbst verfasste Todesanzeige, in der sich der Journalist von seinen Lesern verabschiedete und ihnen für ihre Aufmerksamkeit und Treue dankte.
Im Rahmen der weltweiten Proteste nach dem Tod von George Floyd wurde im Juni 2020 seine Statue in Mailand beschmiert.

## Werke

### Autobiographisches
- Guerra e pace in Africa Orientale. Vallecchi, Florenz 1937 (Memoiren)
- Incontri. Longanesi, Mailand 1950ff

1. Pantheon minore. 1950.
2. Tali e quali. 1951.
3. I rapaci in cortile. 1952.
4. Busti al pincioi.
5. Facce di bronzo.
6. Bella figure.

- Lettere a Longanesi. Longanesi, Mailand 1955.
- Tagli su misura. Rizzoli, Mailand 1960.
- Caro direttore. Rizzoli, Mailand 1991.
- Paolo Di Paolo (Bearb.): Nella mia lunga e tormentata esistenza. Lettere da una vita. Rizzoli, Mailand 2012.
- Caro lettore. Rizzoli, Mailand 1998.
- Eugenio Melani (Bearb.): La stecca nel coro 1974–1994. Una battaglia contro il mio tempo. Rizzoli, Mailand 2000.

### Belletristik
- XX Battaglione eritreo. Panorama, Mailand 1936.
- Ambesà. Garzanti, Mailand 1939.
- Giorno di festa. Mondadori, Mailand 1939.
- Gente qualunque. Bompiani, Mailand 1942.[6]
- I libelli Rizzoli, Mailand 1993, ISBN 88-17-11586-X.[7]
- Gli incontri. Rizzoli, Mailand 1961.
- Eva Timbaldi Abruzzese (Hrsg.): Giorno di festa e altri racconti. Rizzoli, Mailand 1963.[8]
- Incontri italiani. Rizzoli, Mailand 1976.
- Montanelli narratore. Rizzoli, Mailand 1988.
- Le nuove stanze. Rizzoli, Mailand 2001.
- Una voce poco fa. Il mulino, Bologna 1995.
- Le stanze. Dialoghi con gli italiani. Rizzoli, Mailand 1998.
- Professione verità. Laterza, Bari 1986.

### Sachbücher
- Commiato dal tempo di pace. Il selvaggio, Roma 1935.
- Primo tempo. Panorama, Mailand 1936.
- Albania una e mille. Paravia, Turin 1939.
- Vecchia e nuova Albania. Garzanti, Mailand 1939.
- Cronache di guerra. Ed. Nuova, Mailand 1978 (EA Mailand 1940)[9]
- Guerra nel fiordo. Mondadori, Mailand 1942.
- Morire in piedi. Longanesi, Mailand 1949.
- Padri della patria. Mondadori, Mailand 1949.
- Herzen. Vita. Rizzoli, Mailand 1961.[10]
- Andata e ritorno. Vallecchi, Florenz 1955.
- Storia di Roma. Longanesi, Mailand 1959.
  - deutsch: Diese Römer. Geschichten aus der Antike. Dtv, München 2006, ISBN 3-423-09456-7 (deutsch-italienisch)
- Storia dei Greci. Rizzoli, Mailand 1960.
- Reportage su Israele. Editrice Derby, Mailand 1960.
- mit Marco Nozza: Garibaldi. Rizzoli, Mailand 1962.
- Dante e il suo secolo. Rizzoli, Mailand 1983, ISBN 88-17-42000-X (EA Mailand 1963).
- mit Roberto Gervaso: Storia d'Italia. Rizzoli, Mailand
  - L'Italia dei comuni. 1965.
  - L'Italia dei secoli bui. 1965.
  - L'Italia dei secoli d'oro. 1967.
  - L'Italia della Controriforma. 1968.
  - L'Italia del Seicento. 1969.
  - L'Italia del Settecento. 1970.
  - La fine del Medioevo. 1975.
- Per Venezia. Sodalizio del libro, Venedig 1970.
- Rumor visto da Montanelli. N. Pozza, Vicenza 1970.
- L'Italia giacobina e carbonara. Rizzoli, Mailand 1971.
- L'Italia del Risorgimento. Rizzoli, Mailand 1972.
- L'Italia dei notabili. Rizzoli, Mailand 1973.
- L'Italia di Giolitti. Rizzoli, Mailand 1974.
- L'Italia in camicia nera. Rizzoli, Mailand 1976.
- I protagonisti, Milano, Rizzoli, 1976.
- Marcello Staglieno (Hrsg.): Controcorrente. Europea di Edizioni, Mailand 1979/80.[11]

1. 1979.
2. 1980.
3. 1974–1986. 1987.
4. Il meglio di Controccorente. 1974–1992. 1995.

- mit Mario Cervi: L'Italia. Rizzoli, Mailand
  - L'Italia littoria. 1979.
  - L'Italia dell'Asse. 1980.
  - L'Italia della Repubblica. 1985.
  - L'Italia della disfatta. 1982.
  - L'Italia del miracolo. 1987.
  - L'Italia dei due Giovanni. 1989.
  - Milano Ventesimo Secolo. 1990.
  - L'Italia degli anni di piombo. 1991.
  - L'Italia degli anni di fango. 1993.
  - L'Italia di Berlusconi. 1994.
  - L'Italia dell'Ulivo. 1997.
  - L'Italia del Novecento. 1998.
  - L'Italia del millennio. Sommario di dieci secoli di storia. 2000.
- Manlio Cancogni, Piero Malvolti (Hrsg.): Il testimone. Longanesi, Mailand 1992.
- Cronache di storia. Editoriale Nuova, Mailand 1979.
- mit Marcello Staglieno und Renato Besana: L'Archivista. Tra cronaca e storia. SEE, Mailand 1980.
- mit Marcello Staglieno: Leo Longanesi. Rizzoli, Mailand 1984.
- mit Paolo Granzotto: Sommario di Storia d'Italia dall'Unità ai giorni nostri. Rizzoli, Mailand 1986.
- mit Beniamino Placido: Eppur si muove. Cambiano gli italiani? Fabbri, Mailand 1995.
- L'impero. Sansoni, Florenz 1995.
- Figure & Figuri del Risorgimento. Editoriale Viscontea, Pavia 1987 (Nachwort von Marcello Staglieno).
- Ritratti. Rizzoli, Mailand 1988.
- Firenze. Mondadori, Mailand 1991.
- Dentro la storia. Rizzoli, Mailand 1992.
- Istantanee. Figure e figuri della Prima Repubblica. Rizzoli, Mailand 1994.
- Maurizio Viroli (Hrsg.), Vittorio Foa, Rita Levi-Montalcini, Indro Montanelli, Leopoldo Pirelli (Mitarb.): Colloquio sul Novecento. 31 gennaio 2001, Sala della Lupa di Palazzo Montecitorio. Camera dei Deputati, Rom  2001.

### Theater
- Il generale della Rovere. Rizzoli, Mailand 1959.
  - Deutsch: Die Rolle seines Lebens. 2 Akte. Bloch, Berlin 1967.
  - Drehbuch: Il generale. Rom 1959.[12]
- Teatro. Rizzoli, Mailand 1962.[13]